# Alexander Mronz
Alexander Mronz (* 7. April 1965 in Köln) ist ein ehemaliger deutscher Tennisspieler und heutiger Sportfunktionär. Er ist seit Dezember 2016 Geschäftsführer beim ASV Köln.

## Karriere
Mronz höchste Platzierung in der Tennisweltrangliste war im Einzel Platz 73 im Jahr 1991. Die meisten seiner Erfolge erzielte er im Einzel und Doppel in Turnieren der ATP Challenger Tour, die den Unterbau der ATP Tour bilden.
Im Einzel gewann er kein Turnier der ATP World Tour, im Doppel hingegen gelang ihm 1988 ein Turniersieg bei den Schenectady Open in den USA.
Seinen größten Einzelerfolg feierte er 1995 beim Grand-Slam-Turnier in Wimbledon. Sein Drittrundengegner, der US-Amerikaner Jeff Tarango, verlor nach einem Punktabzug durch den französischen Schiedsrichter Bruno Rebeuh die Fassung, bezichtigte Rebeuh der Korruption und verließ den Platz. Das Match wurde abgebrochen und Mronz zum Sieger erklärt. Dieser Einzug ins Achtelfinale von Wimbledon war das weiteste Vordringen von Mronz als Einzelspieler bei einem Grand-Slam-Turnier. Er ist der einzige Spieler, gegen den Thomas Muster einen Satz in Wimbledon gewinnen konnte.
Im November 1996 beendete Mronz seine Karriere.

## Privates
Nach seiner Tenniskarriere arbeitete Alexander Mronz u. a. als Geschäftsführer von Alemannia Aachen, Lechia Gdańsk und ab Dezember 2016 beim ASV Köln.
Er ist ein Sohn des Kölner Architekten Johannes Mronz und der Galeristin Ute Mronz. Er wurde 1989 weltweit vor allem dadurch bekannt, dass er der erste Freund war, den Steffi Graf in der Öffentlichkeit präsentierte. Alexander Mronz ist Vater zweier Töchter. Sein Bruder Michael ist Sportmanager und war der Ehemann des verstorbenen Politikers Guido Westerwelle.

## Erfolge
| Legende                                 |
| Grand Slam                              |
| Tennis Masters Cup                      |
| ATP Masters Series                      |
| ATP International Series Gold           |
| ATP International Series Grand Prix (1) |
| ATP Challenger Series (12)              |

| ATP-Titel nach Belag |
| Hartplatz (1)        |
| Sand (0)             |
| Rasen (0)            |
| Teppich (0)          |

### Einzel

#### Turniersiege
| Nr. | Jahr              | Turnier      | Belag       | Finalgegner    | Ergebnis |
| --- | ----------------- | ------------ | ----------- | -------------- | -------- |
| 1.  | 15. April 1989    | Martinique   | Hartplatz   | Dan Cassidy    | 6:3, 7:6 |
| 2.  | 29. Oktober 1990  | Bergen       | Sand        | Jan Gunnarsson | 6:4, 6:4 |
| 3.  | 28. Oktober 1991  | Aachen       | Teppich (i) | Martin Střelba | 6:4, 6:3 |
| 4.  | 1. Februar 1993   | Lippstadt    | Teppich (i) | David Engel    | 7:6, 6:2 |
| 5.  | 29. November 1993 | Kuala Lumpur | Hartplatz   | Tommy Ho       | 6:1, 6:0 |
| 6.  | 7. Februar 1994   | Wolfsburg    | Teppich (i) | Albert Chang   | 6:3, 7:5 |

### Doppel

#### Turniersiege

##### ATP Tour
| Nr. | Jahr          | Turnier     | Belag     | Partner          | Finalgegner                   | Ergebnis      |
| --- | ------------- | ----------- | --------- | ---------------- | ----------------------------- | ------------- |
| 1.  | 23. Juli 1988 | Schenectady | Hartplatz | Greg Van Emburgh | Paul Annacone Patrick McEnroe | 6:3, 6:7, 7:5 |

##### ATP Challenger Series
| Nr. | Jahr              | Turnier                    | Belag         | Partner         | Finalgegner                      | Ergebnis      |
| --- | ----------------- | -------------------------- | ------------- | --------------- | -------------------------------- | ------------- |
| 1.  | 11. Juli 1987     | Travemünde                 | Sand          | Karsten Saniter | Niclas Kroon Mats Oleen          | 6:7, 7:6, 6:4 |
| 2.  | 6. März 1993      | Garmisch-Partenkirchen (1) | Teppich (i)   | Mike Bauer      | Filip Dewulf Tom Vanhoudt        | 7:6, 3:6, 6:2 |
| 3.  | 5. Februar 1994   | Lippstadt                  | Teppich (i)   | Arne Thoms      | Marius Barnard Brent Haygarth    | 6:2, 6:4      |
| 4.  | 5. März 1994      | Garmisch-Partenkirchen (2) | Teppich (i)   | Patrik Kühnen   | Thomas Gollwitzer Brent Haygarth | 6:4, 6:2      |
| 5.  | 6. August 1994    | Istanbul                   | Hartplatz     | Alex Antonitsch | Olli Rahnasto Bent-Ove Pedersen  | 6:3, 6:4      |
| 6.  | 17. Dezember 1994 | Köln                       | Hartplatz (i) | Udo Riglewski   | Pat Cash Jörn Renzenbrink        | 6:4, 6:2      |

#### Finalteilnahmen
| Nr. | Jahr               | Turnier  | Belag         | Partner          | Finalgegner                     | Ergebnis |
| --- | ------------------ | -------- | ------------- | ---------------- | ------------------------------- | -------- |
| 1.  | 15. Oktober 1988   | Tel Aviv | Hartplatz     | Patrick Baur     | Roger Smith Paul Wekesa         | 3:6, 3:6 |
| 2.  | 6. Januar 1990     | Adelaide | Hartplatz     | Michiel Schapers | Andrew Castle Nduka Odizor      | 6:7, 2:6 |
| 3.  | 14. September 1991 | Bordeaux | Sand          | Patrik Kühnen    | Arnaud Boetsch Guy Forget       | 2:6, 2:6 |
| 4.  | 9. Oktober 1993    | Sydney   | Hartplatz (i) | Lars Rehmann     | Patrick McEnroe Richey Reneberg | 3:6, 5:7 |